# ميروسلاف بلاجيفيتش
ميروسلاف بلازيفيتش (بالكرواتية: Miroslav Blažević)‏ (مواليد 10 فبراير 1935 في تراونيك في يوغوسلافيا) هو مدرب كرة قدم سابق ولاعب سابق كرواتي. درب منتخب سويسرا لكرة القدم بين عامي 1975 و1976، ودرب منتخب كرواتيا لكرة القدم بين عامي 1994 و2000، وفي عام 2001 درب منتخب إيران لكرة القدم، كما درب منتخب البوسنة والهرسك لكرة القدم بين عامي 2008 و2009.

## روابط خارجية
- ميروسلاف بلاجيفيتش على موقع قاعدة بيانات كرة القدم.إي يو (الإنجليزية)
- ميروسلاف بلاجيفيتش على موقع ناشيونال فوتبول تيمز (الإنجليزية)
- ميروسلاف بلاجيفيتش على موقع Soccerway.com (الإنجليزية)
- ميروسلاف بلاجيفيتش على موقع عالم كرة القدم.نت (الإنجليزية)